# Erinacea
Erinacea é um género botânico pertencente à família Fabaceae.